# Never Mind the Buzzcocks

Never Mind the Buzzcocks est un jeu télévisé humoristique britannique sur le thème de la musique pop, diffusé entre 1996 et 2015. Produite par Talkback pour la BBC, elle a été diffusée sur BBC Two.
Elle a d'abord été présentée par Mark Lamarr, puis Simon Amstell, et après avoir enchaîné un grand nombre de célébrités comme présentateurs ponctuels, s'est terminée avec Rhod Gilbert. Les deux premiers capitaines d'équipe ont été Phill Jupitus et Sean Hugues. Puis Hugues a été remplacé par Bill Bailey à partir de la saison 11, lui-même remplacé par Noel Fielding avant la fin de la saison 21.
Le titre de l'émission est un jeu de mots entre le nom de l'album Never Mind the Bollocks du groupe de punk-rock Sex Pistols et le nom du groupe punk Buzzcoks.